# 日本图形设计师协会
日本图形设计师协会 或直译为：日本平面设计师协会（简称：JAGDA）是日本最重要的图形设计公益组织之一。

## 历史
1978年，日本设计之父龟仓雄策先生做了日本图形设计史上一个伟大的创举 ——联合一批当时在日本具有广泛声誉广告人和设计师成立了 日本图形设计师协会（JAGDA），首批会员既达705名，当年会员人数超过1000人，1984年被日本政府部门核定为公益组织，成为代表日本图形设计的最高协会。
龟仓雄策先生从1978年开始担任会长，直到1994年6月卸任，著名设计师永井一正接任会长后，于1999年JAGDA为永久纪念龟仓雄策的杰出贡献创立了“龟仓雄策賞”，该奖旨在表彰卓有成就的日本图形设计界的佼佼者，每年的当选者无不是成就非凡的设计师。2000年永井一正卸任，福田繁雄担任会长至2009年，勝井三雄短暂接任会长，2012年著名设计师淺葉克己担任会长至2018 年 6 月，目前為佐藤卓就任會長（2018年至今）

## 引用资料
- 日本グラフィックデザイナー協会 （页面存档备份，存于）
- JAGDA新人賞展 （页面存档备份，存于）
- 2014‘ JAGDA 龟仓雄策赏（日本平面设计师协会）：葛西 薫 （页面存档备份，存于）
- 2016年‘ JAGDA 龟仓雄策赏获得者：三木 健（Ken Miki） （页面存档备份，存于）
- JAGDAについて （页面存档备份，存于）
- JAGDA新人賞 （页面存档备份，存于）
- Awards （页面存档备份，存于）
- 日本のグラフィックデザイン2017 （页面存档备份，存于）